# 皮特·德容
彼得鲁斯·约瑟夫·西策·“皮特”·德容（荷蘭語：Petrus Josef Sietse "Piet" de Jong，荷蘭語發音：[ˈpeːtrʏˈʃoːzəf ˈsitsə ˈpi(t) də ˈjɔŋ]；1915年4月3日—2016年7月27日），荷兰前天主教人民党（KVP）政治家，1967年－1971年担任荷兰首相。

## 生平

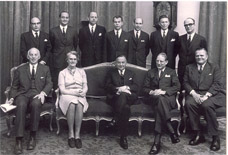
皮特·德容1971年担任荷兰首相时.

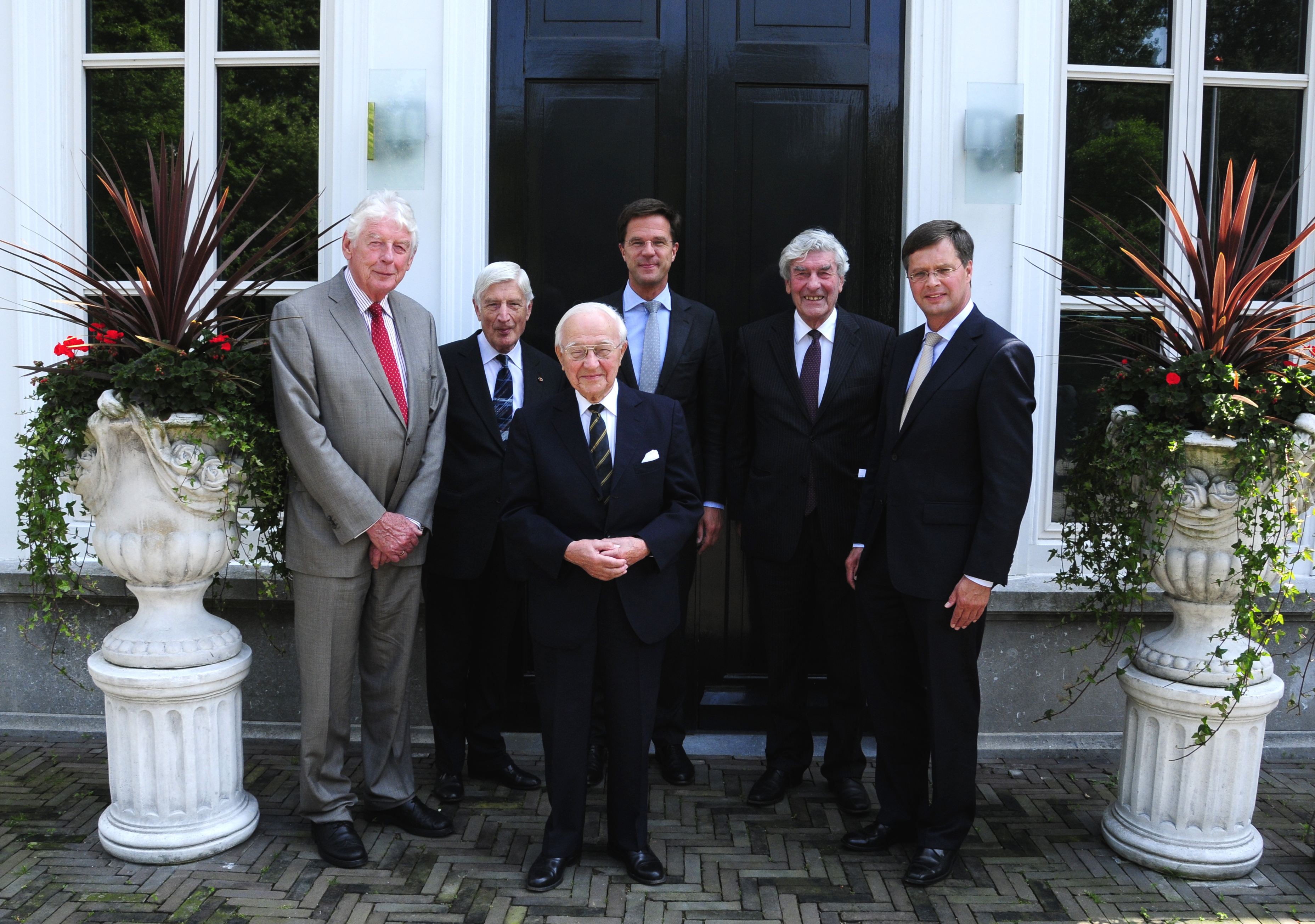
皮特·德容2011年96岁时与其他在世的前 荷兰首相在一起.

皮特·德容1915年4月3日出生于荷兰格尔德兰省的阿珀尔多伦（Apeldoorn）一个罗马天主教家庭，父亲约安内斯（Joännes de Jong）是一个铁路主管，母亲吉斯贝塔·阿德里亚娜（Gijsberta Adriana Schouten）。中学毕业后，他作为一个海军军官候补生在1931年加入了荷兰皇家海军，随后进入登海尔德的荷兰皇家海军学院。1934年，晉升海军三级中尉（Luitenant-ter-zee III）。1934年他曾短时间在荷属东印度群岛服役，随即在荷兰皇家海军潜艇服役。从1944年中期德容开始担任护卫舰指挥官。1948年担任海军大臣的副官。1951年到1952年底，德容担任德齐乌号海军护卫舰舰长，之后他在英国朴茨茅斯海军基地盟军总部工作。1955年，他被任命为荷兰皇家海军总监伯恩哈特公爵的参谋长和朱丽安娜女王的副官，后在1958年他回到海军担任格尔德兰号潜艇驱逐舰的指挥官。
1959年6月25日德容开始担任国防部国务秘书，1963年7月24日升任国防大臣，荷兰1967年大选中当选众议院天主教人民党议员，同年4月5日担任荷兰首相，1970年1月7日兼任一星期的经济事务代理大臣。1971年大选后在7月6日辞职，成为成为天主教人民党在参议院的领袖，1974年9月17日59岁时退出政治活动，在工商业担任众多职位。
德容以干练机智和快速的言论著称。在2013年，他是最早、最年老的荷兰前首相和现存最年老的国家领导人，現年100岁。在他离开了首相办公室超过四十年后，德容作为一个元老仍继续评论政治事务。